# نظام التقاعد الشخصي
نظام التقاعد الشخصي (بّي بّي إس)، الذي يُطلق عليه أحيانًا خطة التقاعد الشخصية (بّي بّي بّي)، هو أداة استثمار فردية ذات امتيازات ضريبية في المملكة المتحدة، والغرض الأساسي هو بناء مبلغ رأسمالي لتوفير مزايا التقاعد، على الرغم من أنه عادة ما يوفر أيضًا مزايا الوفاة. وأصبحت هذه الخطط متاحة أول مرة في 1 تموز 1988، وحلت محل خطط المعاش التقاعدي.
يمكن لكل من الفرد المساهمة وكذلك صاحب العمل. ويمكن أخذ الفوائد في أي وقت بعد سن 55 عامًا إذا سمحت قواعد الخطة، أو في وقت سابق في حالة اعتلال الصحة. في الماضي، كان التشريع يتطلب الحصول على مزايا قبل سن 75 عامًا، ولا تزال العديد من الخطط تحتوي على هذا القيد. يمكن أخذ جزء من الصندوق (عادة 25٪)، بوصفه مبلغًا مقطوعًا معفى من الضرائب عند التقاعد.
دخلت قواعد جديدة بشأن الاعتماد على صندوق التقاعد، المعروفة باسم «حرية التقاعد» حيز التنفيذ في 5 أبريل 2015.
يوجد نوعان من أنظمة المعاشات التقاعدية الشخصية: المعاشات التقاعدية الشخصية المؤمن عليها، إذ سيكون لكل عقد مجموعة من صناديق الاستثمار لحاملي الخطط للاختيار من بينها «وهذا ليس مقيدًا كما يبدو، إذ إن بعض المخططات الحديثة لديها أكثر من ألف خيار صندوق»، والمعاشات التقاعدية الشخصية المستثمرة ذاتيًا (إس آي بّي بّي إس).
تعرف المعاشات التقاعدية الشخصية المؤمن عليها ذات الرسوم المحددة بمستوى منخفض، التي تلبي شروطًا أخرى معينة، باسم معاش أصحاب المصلحة.

## الأسهام
يمكن أن تُقدَّم المساهمات تحرير المساهمات في (بّي بّي إس) إما من الفرد أو من صاحب العمل. يمكن للفرد، كل عام، وضع مبلغ يصل إلى أقل من 100٪ من دخله المكتسب أو البدل السنوي السائد. كان البدل السنوي للسنة الضريبية 2008/09 235،000 جنيه إسترليني، ولكن جرى تخفيضه إلى 50،000 جنيه إسترليني للسنوات الضريبية من 2011/12، وجرى تخفيضه إلى 40،000 جنيه إسترليني من السنة الضريبية 2014-2015.تجدر الإشارة إلى أنه يمكن للفرد في الواقع أن يضع مبالغ أعلى إذا أراد ذلك، ولكن لن يسمح له بالمطالبة بالإعفاء الضريبي على الفائض.
على الطرف الآخر، يُسمح لأصحاب الدخل المنخفض أو غير الدخل بالمساهمة بمبلغ 3600 جنيه إسترليني سنويًا. ويمكن لصاحب العمل أن يسهم بمبلغ يصل إلى البدل السنوي كل عام شريطة أن يثبت للمفتش المحلي للضرائب أن هذه المساهمة قد قدمت بالكامل، وحصرًا لأغراض العمل. هذا التعريف مفتوح للتفسير الواسع النطاق ولم تقدم «چ إم آر سي» بعد أية مبادئ توجيهية أكثر تحديدًا.

## المعاملة الضريبية
تتلقى المعاملة الضريبية (تحرير المساهمات الشخصية)، إعفاءً ضريبيًا أساسيًا من المعدل من المصدر، الذي يطالب به المزود. ويعني هذا: أن مساهمة دافع الضرائب الأساسي البالغة 80 جنيه إسترليني ستصل إلى 100 جنيه إسترليني عند الدفع إلى المزود. يسمح لدافعي الضرائب ذوي المعدل الأعلى المطالبة بتخفيف إضافي من طريق إقرارهم الضريبي إذا كان لديهم واحد، أو من طريق الاتصال بـ «چ إم آر سي»، «لا يكون دافع الضرائب الأعلى سعرًا، أو بعد أن دفعوا الكثير من الضرائب محفزًا لـ چ إم آر سي، لطلب إكمال الإقرار الضريبي». في هذا المثال، سيكونون قادرين على المطالبة باسترداد 20 جنيه إسترليني، لذلك كانوا سيدفعون فعليا 60 جنيه إسترليني فقط.
بالنسبة إلى عام 2010 في المملكة المتحدة، سيتمكن دافعو الضرائب الأعلى معدلات من الحصول على إعفاء يصل إلى 40٪ من مساهمات المعاشات التقاعدية. إذا كنت تكسب أكثر من 43،875 جنيه إسترليني، فستدفع ضريبة بنسبة 40٪ في هذا العام على جزء من دخلك.
تدفع مساهمة صاحب العمل بنحو إجمالي، وهي نفقات مسموح بها مقابل ضريبة الدخل أو الشركات.
ينمو صندوق «بّي بّي إس»، نفسه بنحو مفيد من الناحية الضريبية، إذ إنه لا يخضع لضريبة أرباح رأس المال في المملكة المتحدة. إضافةً إلى ذلك، فإن أي دخل ناتج عن الأصول داخل صندوق المعاشات التقاعدية (مثل إيرادات أرباح الأسهم من الأسهم)، لا يعاني من أية ضريبة إضافية، على الرغم من أن صندوق المعاشات التقاعدية، لا يمكنه استرداد أي ضريبة اقتطاع خصمت بالفعل من ذلك الدخل.

## أخذ استحقاقات التقاعد
يمكن بلورة «بّي بّي إس»، أو منحها، التي تُستخدم لتوفير المزايا، من سن 55 (قبل 6 أبريل 2010). يجب أن يتبلور «بّي بّي اس» بحلول سن 75 عامًا، مما يقلل من المشكلات الناجمة عن سحب الوفيات الناجم عن تأجيل شراء مزايا الدخل. عند التبلور، يمكن أخذ مبلغ مقطوع لبدء المعاش التقاعدي «بّي سي إل إس»، المعروف أيضًا باسم النقد المُعفى من الضرائب، بنسبة تصل إلى 25٪ من الصندوق. ويمكن استخدام الباقي لتوفير دخل خاضع للضريبة، إما مباشرة من الصندوق (يسمى المعاش التقاعدي غير المضمون «يو إس بي»، وكان يسمى سابقًا سحب الدخل أو سحب صندوق المعاشات التقاعدية)، أو من طريق استبدال الصندوق بدخل معاش تقاعدي مضمون من طريق شراء معاش سنوي.
إحدى أكثر الفوائد جاذبية لاتخاذ «يو إس بي»، بدلًا من شراء الأقساط السنوية هي القدرة على توريث أو تمرير قيمة صندوق التقاعد الخاص بك في شكل من الأشكال. توجد أيضًا إمكانية لمزيد من نمو رأس المال والدخل في هذا الجزء من التقاعد، على الرغم من وجود مخاطر مقابلة، وتقترح هيئة السلوك المالي «إف سي إيه»، أنه ينبغي للمرء استشارة مستشار مالي مستقل قبل الدخول في ترتيب «يو إس بي»، وبانتظام طوال الوقت.
وأدخل خيار جديد للفئة التي تبلغ من العمر 75 عامًا، بعد أن أطلق عليه اسم المعاش التقاعدي المضمون. بدلًا من ذلك، كان هذا لا يزال يسمح لقيمة صندوق الفرد بالانتقال إلى الجيل التالي عند الوفاة، على الرغم من أنه فقط في صناديق المعاشات التقاعدية للمعالين، وليس نقدًا، ويخضع فقط لرسوم ضريبة الميراث المحتملة (آي چ تي)،

## حرية المعاشات التقاعدية
في 6 أبريل 2015، دخلت قواعد التقاعد الجديدة للسحب مما يعطي مرونة أكبر لحيز التنفيذ، وهي تنطبق على الأشخاص الذين تتراوح أعمارهم بين 55 عامًا (57 عامًا اعتبارًا من عام 2028) مع معاشات تقاعدية خاصة، إذ قاموا هم و/أو أرباب عملهم بتوفير وعاء من النقد للتقاعد، المعروف تقنيًا باسم نظام التقاعد «المساهمة المحددة» أو «شراء المال». وتعني القواعد الجديدة أن 25٪ من صندوق التقاعد يمكن أن تأخذ بوصفها مبلغًا مقطوعًا معفى من الضرائب، ويمكن سحب الباقي بوصفها أموال نقدية خاضعة للضريبة، تُستخدم لشراء أقساط سنوية، أو تستخدم لشراء منتج مرن لسحب الدخل أو أي مزيج من هذه.قبل اتخاذ قرار، لكل شخص حق جديد في الحصول على توجيه حر ومحايد عند التقاعد لمساعدته على اتخاذ قرار مستنير بشأن ما هو مناسب له.